# Azerbaijan International Operating Company
Die Azerbaijan International Operating Company (AIOC) ist ein im September 1994 gegründetes Konsortium in Aserbaidschan, das unter Führung von BP ursprünglich elf, heute zehn Erdölunternehmen umfasst.
Ursprüngliche Konsortialpartner waren:
- BP (Großbritannien)
- SOCAR (Aserbaidschan)
- Unocal (USA)
- Lukoil (Russland)
- Statoil (Norwegen)
- Exxon (USA)
- Turkish Petroleum (Türkei)
- Pennzoil (USA)
- Itochu (Japan)
- Ramco
- Delta Oil
- Amerada Hess (USA)

1999 übernahm BP den Vorsitz des Konsortiums und hält den größten Anteil von 17 Prozent. Mit der Diversifikation soll verhindert werden, dass ausländische Erdölfirmen als Interessenvertreter der jeweiligen Regierung wirken.
Heutige Konsortialstruktur:
- BP (Großbritannien)
- Chevron (USA)
- SOCAR (Azerbaijan)
- INPEX (Japan)
- Statoil (Norwegen)
- ExxonMobil (USA)
- TPAO (Türkei)
- Devon (USA)
- ITOCHU (Japan)
- Amerada Hess (USA)